# محوطه اعدام ایتاباشی
محوطه اعدام ایتاباشی (به ژاپنی: 板橋刑場 Itabashi Keijō)، یکی از سه مکان در مجاورت ادو (توکیو امروزی، ژاپن) بود که شوگون‌سالاری توکوگاوا جنایتکاران را در دوره ادو اعدام می‌کردند. واقع در نزدیکی ایتاباشی-شوکو، اولین شوکوبا از ادو در ناکاسندو (یک مسیر اصلی داخلی به کیوتو)، در محدوده شهر مدرن ایتاباشی-کو، توکیو در نزدیکی شرکت راه‌آهن شرق ژاپن، ایستگاه ایتاباشی است.
در سال ۱۸۶۸، کوندو ایسامی، رهبر شینسنگومی، به مدت بیست روز در ایتاباشی زندانی شد و در میدان اعدام گردن زده شد. بنای یادبودی برای او در خروجی شرقی (تاکینو-گاوا) ایستگاه ایتاباشی قرار دارد. در سمت راست، نام چهل نفر از شینسنگومی که در جنگ جان باختند و در سمت چپ، نام ۶۴ نفر که بر اثر بیماری، هاراکیری یا دلایل دیگر جان باختند، حک شده است. در سمت چپ یادبود، یک مجسمه بودا قرار دارد که به افرادی که بدون داشتن خویشاوندی برای مراقبت از قبرهایشان فوت کرده‌اند، اختصاص داده شده است و در سمت راست، قبرهای کوندو و ناگاکورا شین‌پاچی، که گفته می‌شود این یادبود را بنا کرده است، قرار دارد. همچنین سنگی برای توشیزو هیجیکاتا وجود دارد که در نبرد در گوریوکاکو جان باخت.